# 相圖 (動態系統)

單擺的位能及相圖。其中X軸是角度，有2π的週期性

用單擺的運動來推導相圖

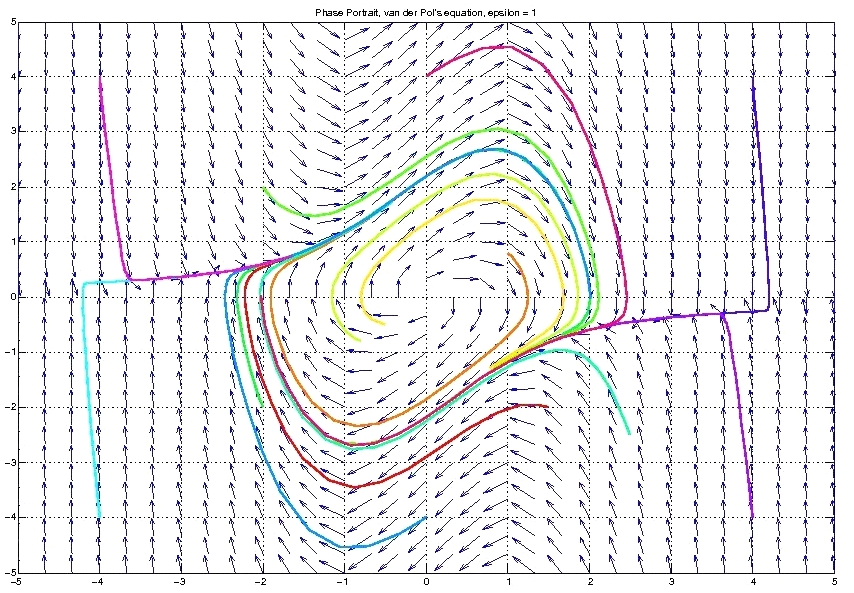
范德波爾方程式 的相圖

相圖是在用繪圖的方式在相平面上表示動態系統的軌跡。每一個不同的初始條件都用一條曲線（或是一個點）表示。
在研究動態系統時，相圖是很重要的工具。相圖是由在相空間中各點軌跡的點圖組成。相圖可以看出動態系統在給定的參數下，是否有吸引子、排斥子或是极限环。拓撲等價的概念在為系統行為分類時非常重要，例如二個不同的相圖可能會出現相同的本質性動態特性。
在相圖中會描繪系統的軌跡（以箭頭表示）、穩定穩態（以黑點表示）及不穩定穩態（以圓圈點表示），相圖的軸對應狀態變數。

## 例子
- 單擺的相圖（右圖）
- 簡易的諧振子，相圖是一組中心點在原點的椭圆。
- 范德波爾振蕩器的相圖（右圖）
- 分枝圖（英语：Bifurcation diagram）
- 曼德博集合

## 微分方程行為的可視化
相圖可以呈現微分方程（ODE）系統的行為，也可以看出系統的穩定性
| 不穩定   | 隨著時間增加，系統大部份的解會逐漸趨近∞                    |
| 漸近穩定 | 隨著時間增加，系統所有的解會逐漸趨近0                      |
| 中性穩定 | 隨著時間增加，系統中沒有解會趨近∞，但大部份的解也沒有趨近0 |

ODE系統相圖上的特性也可以用系統的特徵值或跡（trace）以及行列式判別（跡 = λ1 + λ2，行列式 = λ1 x λ2）
| 特徵值、跡、行列式                                      | 相圖形狀                                         |
| ------------------------------------------------------- | ------------------------------------------------ |
| λ1 & λ2為實數，異號 行列式 < 0                          | 鞍型（不穩定）                                   |
| λ1 & λ2為實數，同號，λ1 ≠ λ2; 0 < 行列式 < (trace2 / 4) | 節點（跡 < 0 表示穩定，跡 > 0 表示不穩定）       |
| λ1 & λ2均有實部有虛部 (trace2 / 4) < determinant        | 螺旋（trace < 0 表示穩定，trace > 0 表示不穩定） |

## 外部連結
- Phase Portrait Generator （页面存档备份，存于） a tool for sketching phase portraits of 2D systems.
- Linear Phase Portraits （页面存档备份，存于）, an MIT Mathlet.